# Stellan Rye
Stellan Rye (* 4. Juli 1880 in Randers, Dänemark; † 14. November 1914 bei Ypern, Belgien oder in Frankreich) war ein Drehbuchautor und Filmregisseur.

## Leben
Nach einer militärischen Laufbahn begann Rye in Kopenhagen Theater zu spielen. Zum Film kam er als Drehbuchautor. Durch sein Drehbuch für den Film Det Blaa Blod (Das blaue Blut, 1912) wurde er von Hanns Heinz Ewers entdeckt und nach Berlin geholt. 
In Berlin drehte er als Regisseur 1913 nach Drehbüchern von Ewers den Film Der Student von Prag, der zu den ersten künstlerisch bedeutsamen deutschen Filmen gehört, und 1914 Evinrude. Rye arbeitete in seinen Filmen mit führenden deutschen Künstlern zusammen. So spielten unter seiner Regie Paul Wegener und Ernst Lubitsch, die Kamera führte häufig Guido Seeber und für Drehbücher sorgte vielfach Hanns Heinz Ewers. Sein letzter Film wurde 1914 das nicht mehr fertiggestellte Psychodrama Das Haus ohne Tür.
Rye gilt als Vorläufer des Expressionismus im deutschen Film. Er kann als einer der führenden und einflussreichsten Regisseuren in der Zeit vor dem Ersten Weltkrieg in Deutschland angesehen werden. Seine vielversprechende Film-Karriere wurde durch den Krieg beendet. Stellan Rye zog auf deutscher Seite ins Feld und starb am 14. November 1914 nach einer Verwundung in französischer Kriegsgefangenschaft. Laut der Meldung einer Filmfachzeitschrift im Dezember 1914 soll er auf dem Schlachtfeld  bei Ypern in Belgien gefallen sein:

„Der Däne Stellan Rye, welcher als Freiwilliger auf deutscher Seite kämpfte und schon mit dem Eisernen Kreuz ausgezeichnet war, ist, wie seinem Vater, dem Obersten Rye in Svendborg, mitgeteilt wurde, am 14. November bei Ypern in Belgien gefallen. Er stand im Dienste einer deutschen Filmfabrik in Berlin und hat sich in Dänemark als erfolgreicher Dramendichter bekannt gemacht.“

## Filmografie
- 1913: … denn alle Schuld rächt sich auf Erden
- 1913: Der Student von Prag
- 1913: Die Augen des Ole Brandis
- 1913: Die Eisbraut
- 1914: Bedingung – Kein Anhang!
- 1914: Das Haus ohne Tür
- 1914: Der Flug in die Sonne
- 1914: Der Prinzenraub
- 1914: Der Ring des schwedischen Reiters
- 1914: Die goldene Fliege
- 1914: Ein Sommernachtstraum in unserer Zeit
- 1914: Verlobt für eine Nacht[2]
- 1914: Erlkönigs Tochter
- 1914: Evinrude
- 1914: Gendarm Möbius
- 1914: Kadra Sâfa